# Lachen en mooi zijn
Lachen en mooi zijn is een Nederlandstalige single van de Belgische band De Mens uit 1994.
Het was het enige nummer op de single.
Het liedje verscheen op hun titelloze debuutalbum uit 1992.

## Meewerkende artiesten
Producers: 
- Paul Despiegelaere
- Jean Blaute

Muzikanten:
- Dirk Jans (drums, keyboards, samples, zang)
- Frank Vander linden (gitaar, harmonica, klavier, zang)
- Jean Blaute (gitaar, klavier)
- Jeroen Ravesloot (toetsen)
- Michel De Coster (basgitaar, zang)
- Paul Despiegelaere (gitaar, percussie, xylofoon, zang)
- Thor De Boos (drums, mondharmonica, percussie, zang)